# Vilafamés (kommun)
Vilafamés är en kommun i Spanien.   Den ligger i provinsen Província de Castelló och regionen Valencia, i den östra delen av landet, 300 km öster om huvudstaden Madrid. Antalet invånare är 1 935. Arean är 70 kvadratkilometer. Vilafamés gränsar till Borriol, Cabanes, Costur, La Pobla Tornesa, Useras, Vall d'Alba, Sant Joan de Moró och L'Alcora. 
Terrängen i Vilafamés är kuperad söderut, men norrut är den platt.